# Juventudes de España
Juventudes de España (títol sencer Juventudes de España. Documental de la Primera Demostración Nacional de Organizaciones Juveniles en Sevilla) és una pel·lícula de curtmetratge documental espanyola rodada a Sevilla el 1938 i escrita i dirigida per Edgar Neville i produïda pel Departament Nacional de Cinematografia de Falange Española y de las JONS.
Fou un dels tres curtmetratges de propaganda falangista rodats per Neville, juntament amb La Ciudad Universitaria (1938) en el que recrea el setge de Madrid per les tropes franquistes, i ¡Vivan los hombres libres! (1939), rodada en una suposada txeca de Barcelona un cop ocupada per les tropes franquistes.
Es tracta d'una desfilada marcial de joves en uniforme, més aviat tediós i avorrit, amb enceses soflames retòriques del dirigent falangista Raimundo Fernández Cuesta, aleshores recentment bescanviat per altres presoners republicans.